# Une jeune et une vieille femme de Berg-op-Zoom
Une jeune et une vieille femme de Berg-op-Zoom est un dessin à la pointe d'argent sur papier préparé réalisé en 1520 par Albrecht Dürer, peintre et graveur de la Renaissance allemande. Il fait partie de l'album de voyage aux Pays-Bas de l'artiste, et figure au recto de la feuille où Une jeune femme de Berg-op-Zoom et une fille de Goes est dessiné au verso. Cette feuille est conservée au musée Condé à Chantilly.

## Histoire
En entreprenant son voyage aux Pays-Bas, l'un des principaux buts de Dürer est de se rendre à Aix-la-Chapelle, où le nouvel empereur Charles Quint va se faire couronner, pour négocier le prolongement de la pension que lui avait octroyé Maximilien Ier (empereur du Saint-Empire). Entre le 3 et le 7 décembre 1520, il réside chez Jan de Haas, aubergiste à Berg-op-Zoom. Comme à son habitude, il fait, ainsi que nous l'apprend son journal, des portraits pour remercier ses hôtes, et éventuellement les payer (en l'occurrence des fusains représentant Jan de Haas, sa femme et ses deux filles), mais en trace aussi dans son propre carnet.

## Description
Une jeune femme, les yeux modestement baissés, pose pour Dürer un jour de fête, comme l'indique l'inscription, vraisemblablement lors de la Saint-Nicolas, le 6 décembre, date à laquelle on échange des cadeaux. Par contraste et par jeu aussi sans doute, Dürer complète la feuille en y traçant un second portrait, celui d'une vieille femme très ridée, travaillant probablement pour Jan de Haas ou appartenant à sa famille.